# شین جون-سوپ
این یک نام کره‌ای است؛ نام خانوادگی Shin است.
شین جون-سوپ (انگلیسی: Shin Joon-sup؛ زادهٔ ۱۷ ژوئن ۱۹۶۳) بوکسور اهل کره جنوبی است.